# لطف‌الله
لطف‌الله از نام‌های اسلامی - ایرانی برای مردان است و ممکن است به یکی از این افراد اشاره کند:
- لطف‌الله آجدانی
- لطف‌الله حسنی لاریجانی
- لطف‌الله زارعی قنواتی
- لطف‌الله صافی گلپایگانی
- لطف‌الله فروزنده دهکردی
- لطف‌الله کیاشمشکی
- لطف‌الله مجد
- لطف‌الله مفخم‌پایان
- لطف‌الله میثمی
- لطف‌الله نبوی
- لطف‌الله نیشابوری
- لطف‌الله یارمحمدی